# Royal Charles Steadman

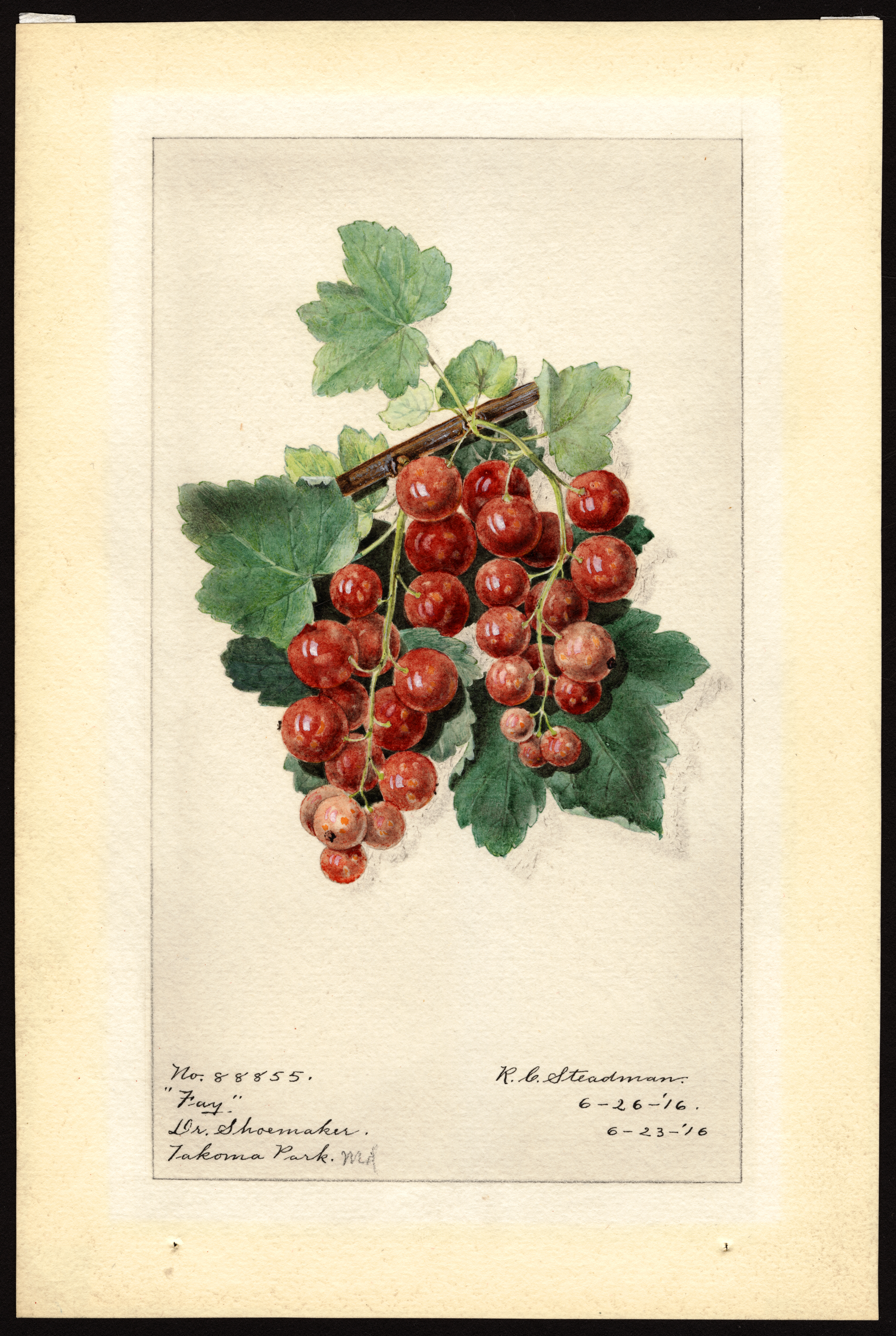
Cultivar de grosella espinosa Fay, acuarela de Royal Charles Steadman, 1916.

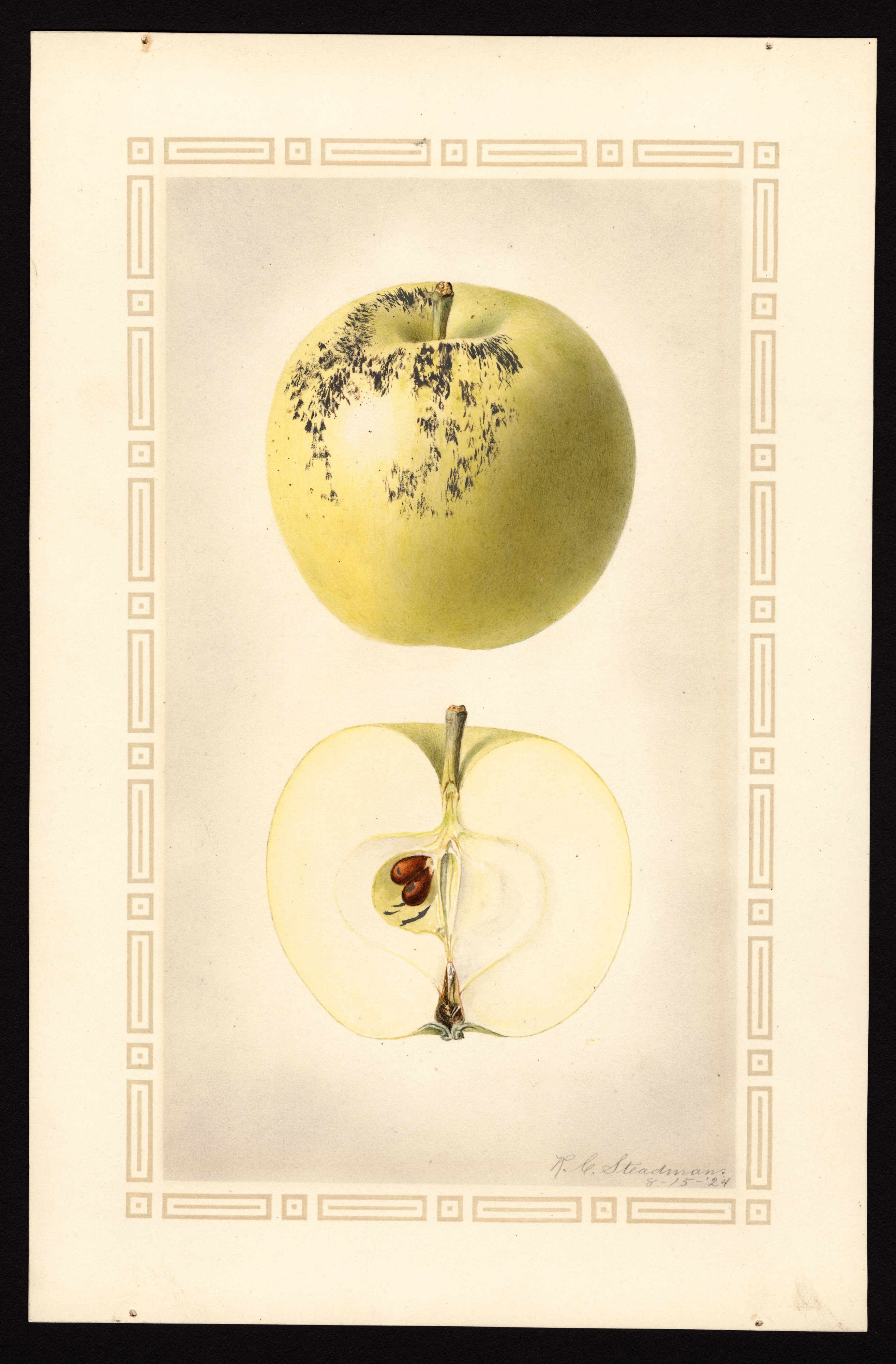
Cultivar de manzana Shoemaker que muestra daños por moho, acuarela de Royal Charles Steadman, 1924.

Royal Charles Steadman (23 de julio de 1875 – 6 de agosto de 1964) fue un ilustrador botánico y modelador de frutas de cera para el Departamento de Agricultura de los Estados Unidos (USDA) que también desarrolló un método patentado para fortalecer las frutas de cera con yeso en el interior. Su trabajo se conserva en la Colección de acuarelas pomológicas del USDA.

## Educación y vida personal
Royal Charles Steadman nació el 23 de julio de 1875 en Portland (Maine), hijo de Alban Charles y Emma Frances Steadman. Tenía un hermano mayor, Willie. Sus padres se separaron y, para 1891, su padre se volvió a casar y se mudó a Boston (Massachusetts). Steadman estudió arte en la "Escuela del Museo de Bellas Artes de Boston" «School of the Museum of Fine Arts», así como en la "Escuela de Arte Cowles" de la misma ciudad. Posteriormente, estudió diseño de joyas en la Escuela de Diseño de Rhode Island en Providence, y luego se convirtió en diseñador de joyas para una firma comercial, donde llegó a ser jefe de diseño de joyas. También realizó diseño escénico y fue profesor en la Escuela de Diseño de Rhode Island.
Steadman se casó con Myra L. Fuller en Massachusetts (Massachusetts), en 1894. El matrimonio no duró mucho, y en 1905 Steadman se casó de nuevo con Harriet Eliza "Hattie" Beckley, con quien tuvo un hijo, Royal Beckley Steadman, en 1908. Este matrimonio también terminó, y en 1933 Steadman se casó con su tercera esposa, Ethel Augusta Rosenberger, quien sobrevivió a su esposo una década.

## Carrera en el USDA
Steadman se incorporó al USDA en 1915 como artista pomológico para la Oficina de Industria Vegetal, donde formó parte de un selecto grupo de ilustradores botánicos que incluía a Deborah Griscom Passmore, Amanda Newton, Ellen Isham Schutt y Elsie Lower Pomeroy. Cinco años después, fue ascendido al puesto de artista botánico. Steadman (quien firmó su obra como «R.C. Steadman») pintó acuarelas delicadas y meticulosamente detalladas de frutas y verduras, desde las más comunes (cítricos, fresas, uvas, peras, ciruelas, sandías) hasta las entonces exóticas (anacardos, papaya, aguacate, chirimoya). Muchas de estas fueron pintadas en el punto máximo de maduración, pero también hizo una serie que mostraba frutas dañadas por la congelación y el almacenamiento en frío. También produjo algunos dibujos en pluma y tinta, un puñado de pinturas de flores (narcisos, lirios y tulipanes), algunas escenas históricas, algunos diseños para sellos postales, y como un favor a Amanda Newton, un retrato de su abuelo Isaac Newton, quien había sido el primer Comisionado de Agricultura de los Estados Unidos.
Steadman también hizo y pintó modelos huecos de frutas de cera que mostraban las características de diferentes cultivares para los registros permanentes del USDA. En 1932, patentó un método para fortalecer sus modelos de cera con yeso de París. Se inyectaba una pequeña cantidad de yeso líquido a través de un orificio discreto en la fruta (con un segundo orificio para la liberación de aire), después de lo cual la fruta se rotaba rápidamente para crear una capa delgada similar a una concha en el interior del modelo. Una vez que el yeso se secaba y los orificios se tapaban, la fruta se volvía menos propensa a distorsionarse cuando se calentaba y menos propensa a romperse. El yeso agregado también acercaba el peso del modelo al de la fruta original, lo que aumentaba la verosimilitud de la reproducción.
Steadman se jubiló en 1941, tras haber producido casi 900 acuarelas a lo largo de sus 26 años de carrera en el USDA. En 1943, pintó un retrato del exsecretario de Agricultura de los Estados Unidos James Wilson y lo donó al departamento para que lo colgara en el arco Wilson, entre los edificios de la Administración y el Sur. Falleció el 6 de agosto de 1964 en Banning, California. La Biblioteca Nacional de Agricultura del USDA conserva sus acuarelas en su Colección de Acuarelas Pomológicas y también cuenta con un pequeño archivo de sus documentos del período 1923-1928.